# 浜圭介
浜 圭介（はま けいすけ、1946年4月8日 - ）は、日本の作曲家、元歌手。旧満洲（中国東北部）出身。
旧芸名は牧 宏次、大木 賢、浜 真二。本名は金野 孝（こんの たかし）。妻は元歌手の奥村チヨ。

## 来歴・人物
1946年4月8日、旧満洲（中国東北部）の収容所で生まれ、1歳の時に日本に引き揚げる。青森県大鰐町、次いで北海道札幌市に移り住み幼少期を過ごす。
15歳の時に高校を中退し、歌手を目指し上京。森山加代子の付き人となる。
1964年、牧 宏次の芸名で『波止場のロック』で歌手デビュー。しかしヒットに恵まれず、一度青森に戻る。1966年に大木 賢（おおき けん）の芸名で『これが愛さ』で歌手として再デビュー。
1968年、浜 圭介のペンネームで作曲活動を始める。同年、浜 真二の芸名で『おんな道』にて歌手としても再々デビュー。漣健児に師事する。
1971年、奥村チヨに作曲提供した『終着駅』が大ヒット。
- 1973年、第15回日本レコード大賞作曲賞受賞。
- 1974年、奥村チヨと結婚。
- 同年、再び大木賢の芸名を用いて、シングルレコードを1枚リリース。
- 1975年、北原ミレイに提供した石狩挽歌では、小樽 貴賓館 旧青山別邸（国 登録有形文化財）内 庭園に石狩挽歌の記念石碑が建てられ、なかにし礼、北原ミレイらとともに名が刻まれた。
- 1980年、八代亜紀に提供した『雨の慕情』が第22回日本レコード大賞で大賞を受賞。
- 1985年、韓国で発掘した桂銀淑が『大阪暮色』でデビュー、以来多くのヒット曲を手掛ける。
- 2005年4月29日、春の褒章で紫綬褒章を受章[2]。
- 2015年7月22日、松坂慶子とデュエットした『哀愁の札幌』を発売する。

## ディスコグラフィ

### 牧宏次 名義
シングル
| 発売日           | 面               | タイトル         | 作詞             | 作曲             | 編曲             | 規格             | 規格品番         |
| ビクター音楽産業 | ビクター音楽産業 | ビクター音楽産業 | ビクター音楽産業 | ビクター音楽産業 | ビクター音楽産業 | ビクター音楽産業 | ビクター音楽産業 |
| ---------------- | ---------------- | ---------------- | ---------------- | ---------------- | ---------------- | ---------------- | ---------------- |
| 1965年           | A                | 波止場のロック   | 佐伯孝夫         | 竹村次郎         | 竹村次郎         | EP               | SV-315           |
| 1965年           | B                | ながれ者         | 佐伯孝夫         | 竹村次郎         | 竹村次郎         | EP               | SV-315           |

### 大木賢 名義
シングル
| 発売日           | 面             | タイトル           | 作詞           | 作曲           | 編曲           | 規格           | 規格品番       |
| キングレコード   | キングレコード | キングレコード     | キングレコード | キングレコード | キングレコード | キングレコード | キングレコード |
| ---------------- | -------------- | ------------------ | -------------- | -------------- | -------------- | -------------- | -------------- |
| 1966年           | A              | これが愛さ         | 金野孝         | 金野孝         | 陸奥芳明       | EP             | BS-530         |
| 1966年           | B              | 初恋は君だけに     | 金野孝         | 金野孝         | 陸奥芳明       | EP             | BS-530         |
| 1967年           | A              | 星空のマリア       | 木下竜太郎     | 高田弘         | 高田弘         | EP             | BS-588         |
| 1967年           | B              | まわり道           | 矢野亮         | 安部芳明       | 高田弘         | EP             | BS-588         |
| 1967年           | A              | 恋人たち           |                |                |                | EP             | BS-656         |
| 1967年           | B              | 星にきいてごらん   |                |                |                | EP             | BS-656         |
| テイチクレコード |                |                    |                |                |                |                |                |
| 1974年9月        | A              | 雨のキー・ボックス | 喜多条忠       | 浜圭介         | 宮川泰         | EP             | SN-1047        |
| 1974年9月        | B              | 雨もよう           | たかたかし     | 浜圭介         | 青木望         | EP             | SN-1047        |

### 浜真二 名義
シングル
| 発売日        | 面           | タイトル             | 作詞         | 作曲         | 編曲         | 規格         | 規格品番     |
| 東芝レコード  | 東芝レコード | 東芝レコード         | 東芝レコード | 東芝レコード | 東芝レコード | 東芝レコード | 東芝レコード |
| ------------- | ------------ | -------------------- | ------------ | ------------ | ------------ | ------------ | ------------ |
| 1970年1月10日 | A            | おんな道             | 浜圭介       | 浜圭介       | 川口真       | EP           | TP-2236      |
| 1970年1月10日 | B            | ネオン花             | 浜圭介       | 浜圭介       | 川口真       | EP           | TP-2236      |
| 1970年        | A            | 心にあなたは入れない | 浜圭介       | 浜圭介       | 川口真       | EP           | TP-2292      |
| 1970年        | B            | 悲しい悲しい恋の唄   | 西沢爽       | 浜圭介       | 川口真       | EP           | TP-2292      |
| 1971年4月5日  | A            | あなたのすべてを     | 佐々木勉     | 佐々木勉     | 川口真       | EP           | TP-2411      |
| 1971年4月5日  | B            | あいつ               | 平岡精二     | 平岡精二     | 川口真       | EP           | TP-2411      |
| 1972年        | A            | バスが来たら         | 千家和也     | 浜圭介       | 横内章次     | EP           | TP-2573      |
| 1972年        | B            | 涙唄、別れ唄、子守唄 | 千家和也     | 浜圭介       | 横内章次     | EP           | TP-2573      |

アルバム
| 発売日       | タイトル     | 規格         | 規格品番     |
| 東芝レコード | 東芝レコード | 東芝レコード | 東芝レコード |
| ------------ | ------------ | ------------ | ------------ |
| 1970年3月    | おんな道     | LP           |              |

### 企画シングル
- 三人の女 (1999年11月20日) - 石原詢子とのデュエット

## 主な提供曲（五十音順）
- 石井聖子
  - この…駅で（作詞: 大津あきら）
  - ラストチークで泣かせて（作詞: 岡田冨美子）
  - 恋はまぼろし〜Te amo〜（作詞: なかにし礼）
  - 別れる前に（作詞: なかにし礼）
  - マラケシュの人形芝居（作詞: 松本一起）
  - しゃっこいね　（作詞: 浜圭介）

- 石原裕次郎
  - 時間よお前は（作詞: なかにし礼）

- 内海美幸
  - 酔っぱらっちゃった（作詞: 千家和也）

- 内山田洋とクール・ファイブ
  - そして、神戸（作詞: 千家和也）

- 浦辺粂子・森の木児童合唱団
  - わたし歌手になりましたよ（作詞: 荒木とよひさ、編曲: 千代正行）

- 大矢晋・森の木児童合唱団
  - 特捜ロボジャンパーソン（作詞：山川啓介、編曲: 若草恵）『特捜ロボジャンパーソン』 オープニングテーマ
  - ハロー! JP（作詞: 山川啓介、編曲: 若草恵） 『特捜ロボジャンパーソン』挿入歌

- 大矢晋
  - 正義のために（作詞: 山川啓介、編曲: 若草恵）『特捜ロボジャンパーソン』挿入歌
  - 朝焼けのララバイ（作詞: 山川啓介、編曲: 若草恵） - エンディングテーマ

- 奥村チヨ
  - 終着駅（作詞: 千家和也）

- 影山ヒロノブ
  - 君は眠れそして歌え（作詞: 山川啓介、編曲: 若草恵）『特捜ロボジャンパーソン』挿入歌

- 春日八郎
  - 萩の女/酒場の二人（作詞: 保富康午・浜圭介）

- 唐木淳〈黒木憲ジュニア〉
  - 愛が泣いてる（作詞: 荒木とよひさ）
  - 時代屋の男たち（作詞: 荒木とよひさ）

- 北原ミレイ
  - 石狩挽歌（作詞: なかにし礼）

- 桂銀淑
  - 大阪暮色（作詞: 浜圭介）
  - すずめの涙（作詞: 荒木とよひさ）
  - 北空港（歌: 浜圭介と桂銀淑、作詞: やしろよう）
  - 夢おんな（作詞: FUMIKO）
  - 酔いどれて（作詞: 吉岡治）
  - 真夜中のシャワー（作詞: 岡田冨美子）

- 香西かおり
  - 人形（おもちゃ）（作詞: 荒木とよひさ）

- 小柳ルミ子
  - 折鶴（作詞：安井かずみ）
  - 十五夜の君（作詞: 安井かずみ）
  - 面影特急（作詞: わたなべ研一）

- 西城秀樹
  - 世界は僕らのもの
  - 愛と友情（作詞：たかたかし ）
  - 黄昏よ、そばにいて
  - みんなBluesを唄ってた
  - 心の扉
  - あれから君は（作詞：荒木とよひさ ）

- 堺正章
  - 街の灯り（作詞: 阿久悠）

- 佐良直美
  - ひとり旅（作詞: 吉田旺）

- 島津ゆたか
  - ホテル（作詞: なかにし礼）

- 高山厳
  - 心凍らせて（作詞: 荒木とよひさ）

- ちあきなおみ
  - 役者（作詞: 荒木とよひさ）

- 千葉紘子
  - 折鶴（作詞：安井かずみ）

- チョー・ヨンピル
  - 泣かされたって（作詞: 荒木とよひさ）

- 浜圭介・石原詢子、
  - 三人の女（作詞: たきのえいじ）

- 藤圭子
  - 悲しみの町（作詞: 石坂まさを）
  - 雪のブルース（作詞: 石坂まさを）

- 細川たかし
  - 望郷じょんから（作詞: 里村龍一）

- ポニーズ、
  - 雨降る街角（作詞: 湯川れい子）

- 真木ひでと
  - 夢よもういちど（作詞：山口洋子）
  - 恋におぼれて（作詞：山口洋子）

- 美川憲一
  - あゝお酒（作詞: 千野豊彦）
  - 女の翼（作詞: 岡田冨美子）NHK「金曜時代劇 スキッと一心太助」エンディングテーマ
  - 大変ね （作詞: 岡田冨美子）

- 水木一郎・杉並児童合唱団
  - ムーへ飛べ（作詞: 山川啓介、編曲: 羽田健太郎）TVアニメ『ムーの白鯨』オープニングテーマ
  - 信じるかい（作詞: 山川啓介、編曲: 羽田健太郎）TVアニメ『ムーの白鯨』エンディングテーマ

- 水原弘
  - 港はまだ遠い

- 美空ひばり
  - 祖谷のむすめ（作詞: 西沢爽）

- 三善英史
  - 雨（作詞: 千家和也）

- 森昌子
  - 哀しみ本線日本海（作詞: 荒木とよひさ）
  - 立待岬（作詞: 吉田旺）
  - バラ色の未来（作詞: なかにし礼）

- 森本英世
  - ホテル（作詞: なかにし礼）
  - 酔恋（作詞: 荒木とよひさ）

- 八代亜紀
  - 舟唄（作詞: 阿久悠）
  - 雨の慕情（作詞: 阿久悠）